# Austromerope
Austromerope is een geslacht van schorpioenvliegen uit de familie van de Meropeidae. De wetenschappelijke naam van de soort is voor het eerst geldig gepubliceerd door Killington in 1933. 
Het geslacht omvat twee soorten:
- Austromerope brasiliensis Machado, Kawada & Rafael, 2013
- Austromerope poultoni Killington, 1933